# كلير شورت
كلير شورت (من مواليد 15 فبراير 1946) هي سياسية بريطانية شغلت منصب وزيرة الدولة للتنمية الدولية من عام 1997 إلى عام 2003. بدأت حياتها المهنية كموظفة حكومية. كانت عضوًا في حزب العمال حتى عام 2006، وكانت عضوًا في البرلمان عن برمنغهام ليديوود من عام 1983 إلى عام 2010. وفي معظم هذه الفترة، كانت عضوًا في البرلمان عن حزب العمال. بعد الانتخابات العامة في المملكة المتحدة عام 1997، أصبحت أول وزير دولة للتنمية الدولية على مستوى مجلس الوزراء. استقالت من الحكومة بسبب حرب العراق. كما استقالت من رئاسة الحزب في عام 2006 وخدمت ما تبقى من فترة ولايتها كسياسية مستقلة، وتركت البرلمان في الانتخابات العامة عام 2010.